# Tuzsér
Tuzsér ist eine ungarische Großgemeinde im Kreis Záhony im Komitat Szabolcs-Szatmár-Bereg. Zur Großgemeinde gehört der Ortsteil Kálongatanya.

## Lage
Der Ort liegt ungefähr neun Kilometer südöstlich von Záhony an der Theiß. Nachbargemeinden sind Tiszabezdéd, Komoró, Mándok und Zemplénagárd.

## Geschichte
Tuzsér und Umgebung wurde in der Bronzezeit bewohnt, wie bei Ausgrabungen gefundene Artefakte belegen. Hier stand auch eine von mehreren Wallburgen am Oberlauf der Theiß.
Die ältesten Tuzsér betreffenden Dokumente stammen aus dem Jahre 1212.
Durch den Mongolensturm (1241) wurde die Gegend verwüstet. Nach der Zerstörung des Dorfes Kálonga flohen die Bewohner in die waldreiche und mit Wasserläufen durchzogene Gegend. Sie bauten die Siedlung Tuzsér auf. 1270 erhielt der Schatzmeister Renold den Ort als Lehen von König Stephan V., was Ladislaus IV. 1273 bestätigte. Im Laufe der Zeit haben die Besitzerfamilien des Ortes öfters gewechselt. Bei der ersten ungarischen Volkszählung zwischen 1784 und 1787 wurde Franz Lónyay als Besitzer registriert. Um 1900 war das Dorf in Besitz von Gräfin Margit Forgách. Zu dieser Zeit wurden in der Nähe der einstigen Wallburg sechs Gräber aus der Zeit der Landnahme gefunden.
Der Ort gehörte bis zum Vertrag von Trianon zum Komitat Szabolcs, dann zum Komitat Szabolcs és Ung. Mit der Reform von 1950 kam Tuzsér zum Komitat Szabolcs-Szatmár, das 1990 in Szabolcs-Szatmár-Bereg umbenannt wurde.

## Sehenswürdigkeiten
- Schloss Lónyay: Das Schloss wurde zwischen 1787 und 1800 erbaut. Um 1880 ließ Menyhért Lónyay das Schloss aufstocken. Die Nebengebäude wurden am Ende des 18. Jahrhunderts erbaut. Seit 1947 ist das Schloss  in Staatsbesitz. 2000/01 wurde es renoviert. Die Arbeiten wurden aber nicht abgeschlossen. Die Nebengebäude sind im Besitz der kommunalen Selbstverwaltung, sind renoviert und werden von der Gemeinde genutzt.
- Griechisch-katholische Kirche Mindenszentek
- Reformierte Kirche, erbaut im 19. Jahrhundert
- Römisch-katholische Kapelle Szent Kereszt felmagasztalása im Ortsteil Kálongatanya
- Skulptur A tuzséri révész

## Sport
Im Ort ist der Fußballverein Tuzsér SE aktiv.

## Verkehr
Durch Tuzsér verläuft die Landesstraße 4. Eine Fähre über die Theiß verbindet den Ort mit Zemplénagárd. Außerdem ist die Gemeinde mit einem Bahnhof an die Eisenbahnstrecke von Záhony über Kisvárda nach Nyíregyháza angebunden.

## Bilder

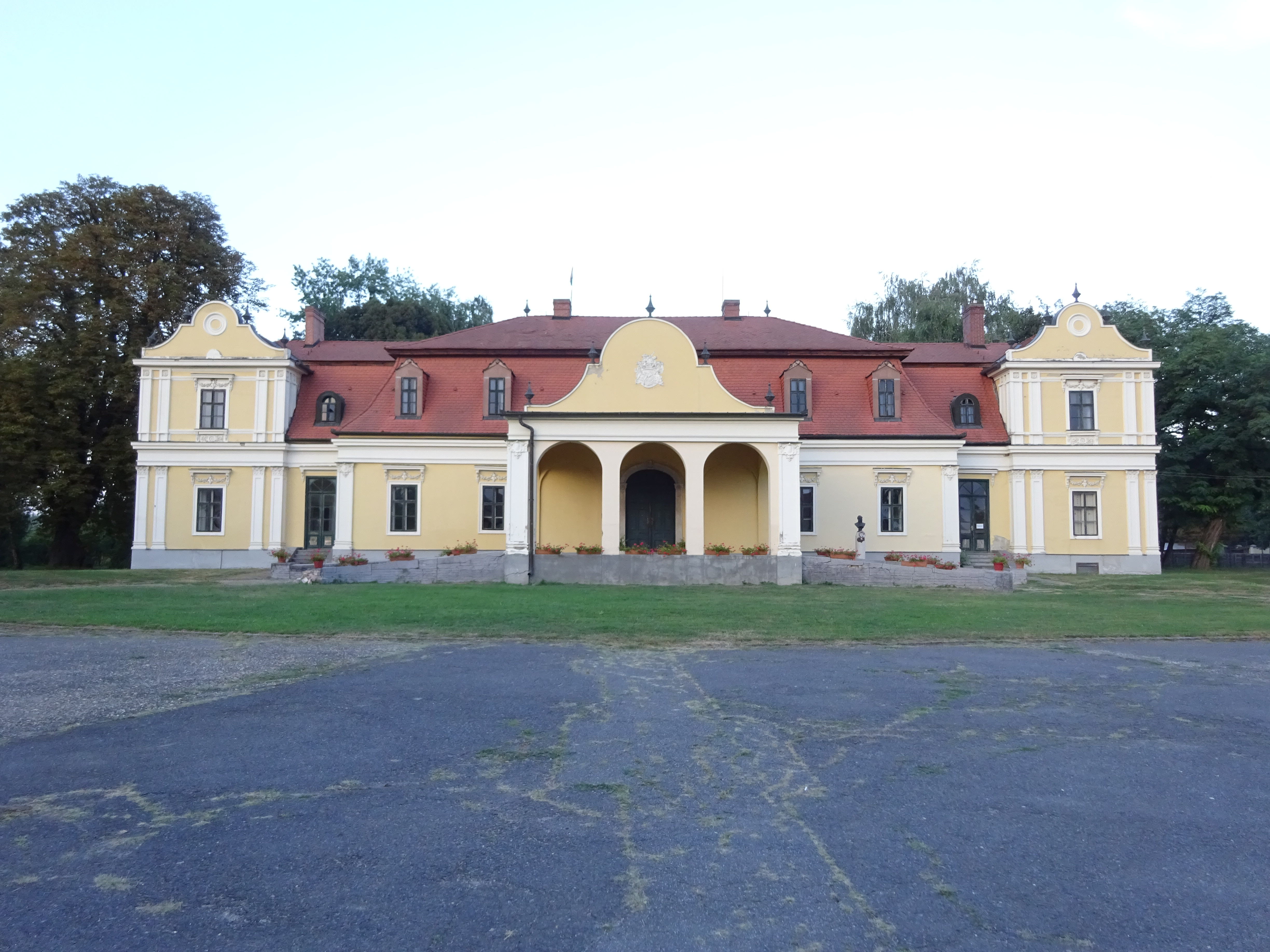
Schloss Lónyay
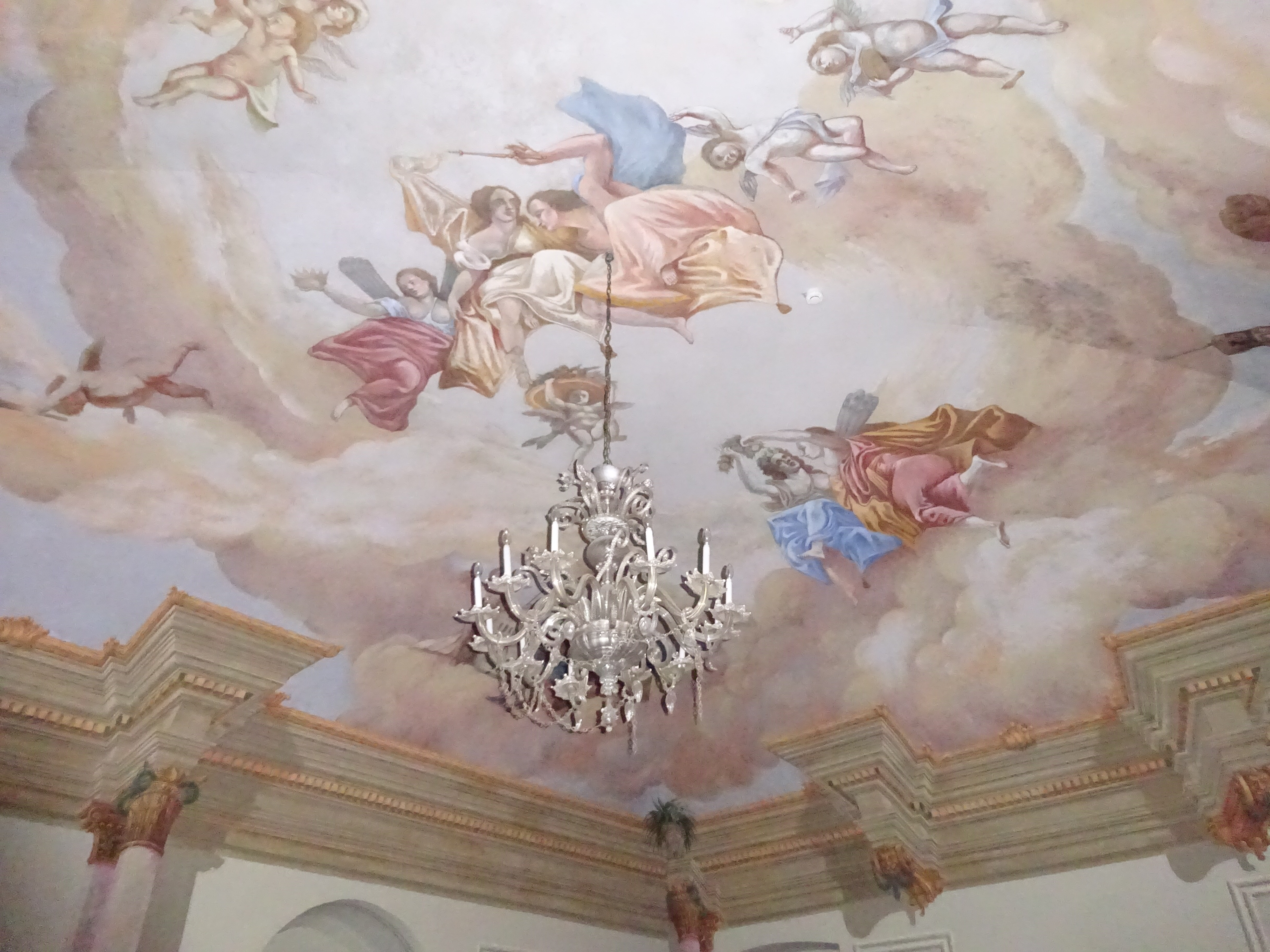
Deckenfresko im Festsaal des Schlosses
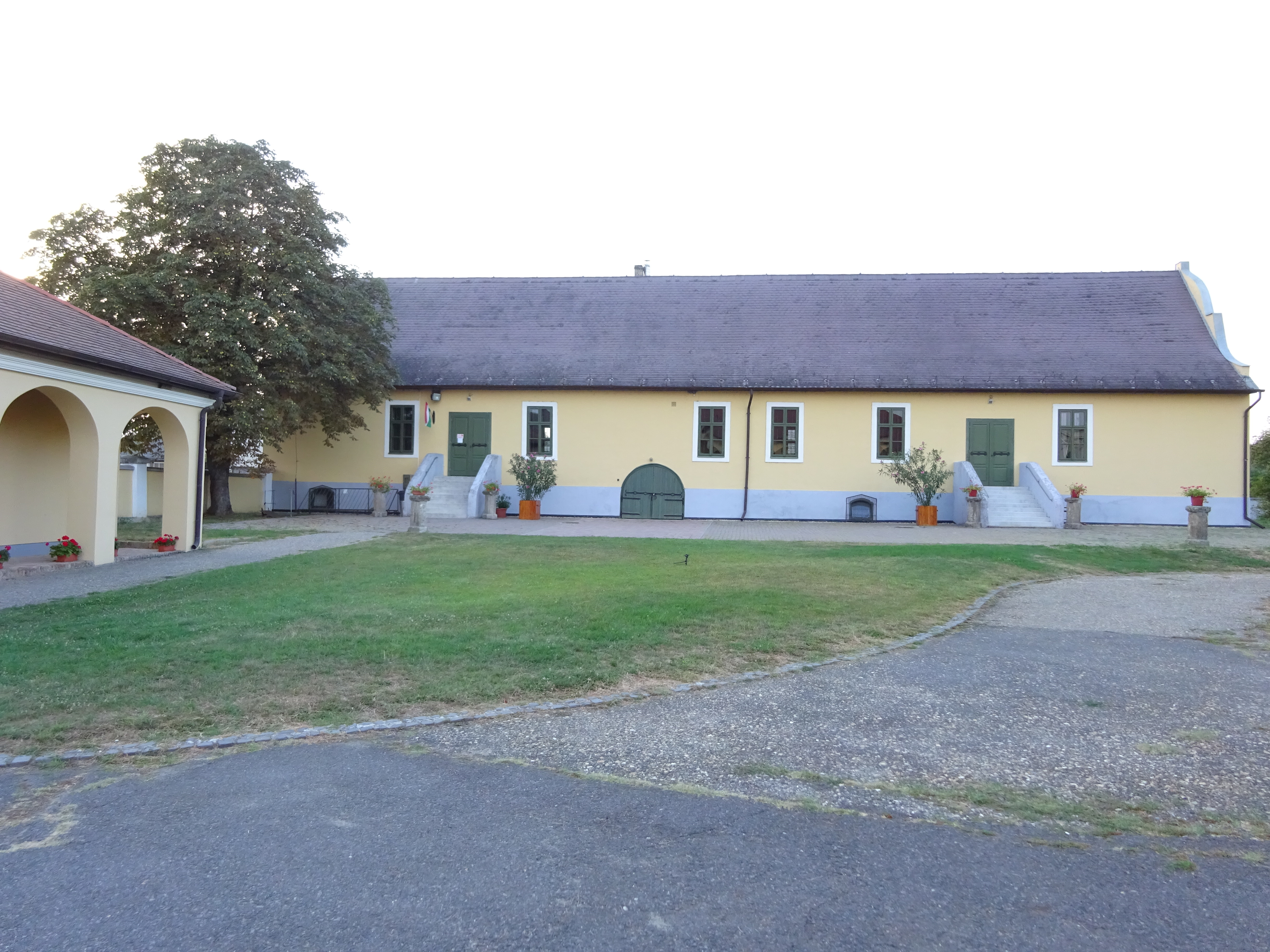
Hof des Schlosses
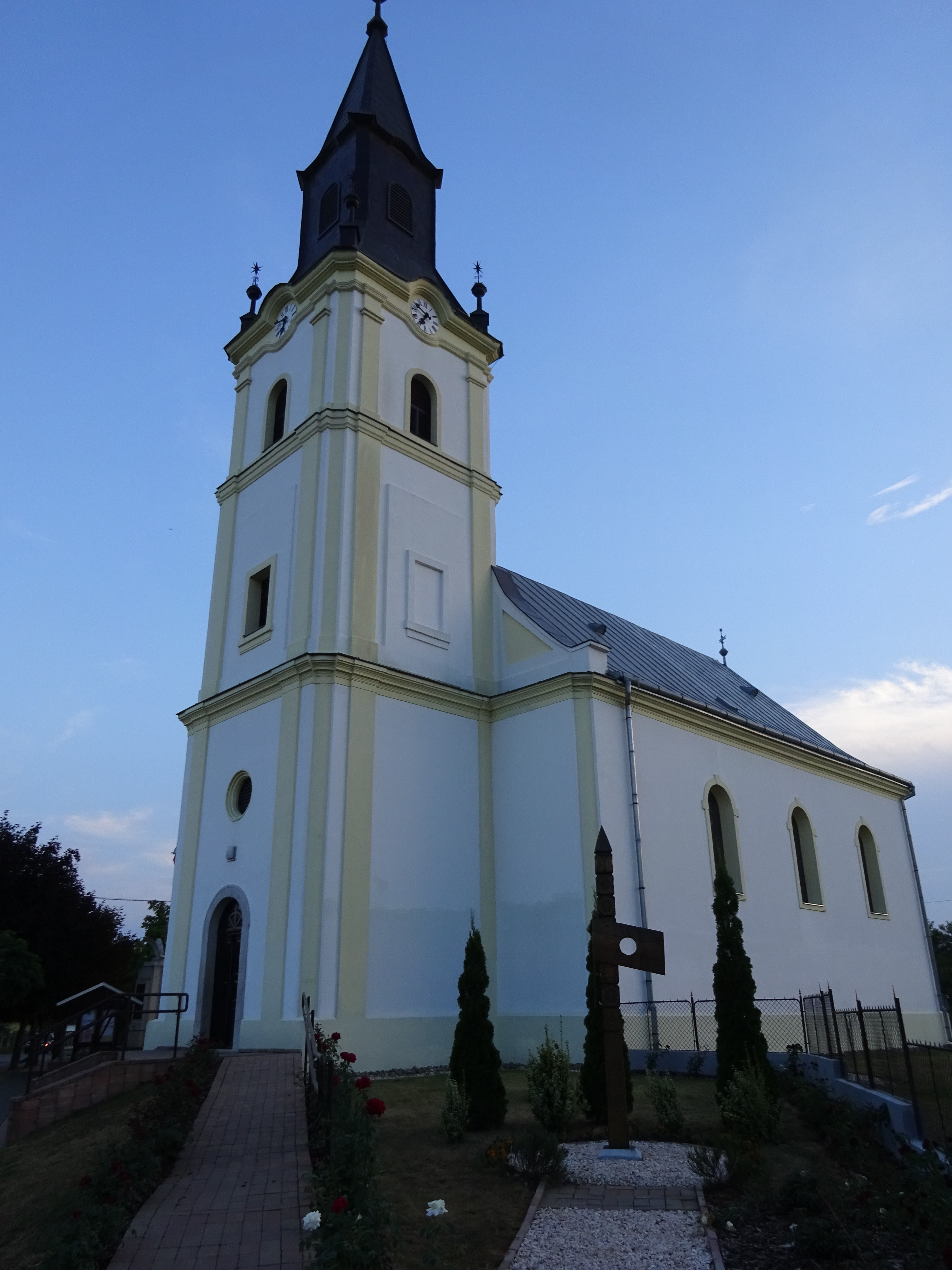
Reformierte Kirche
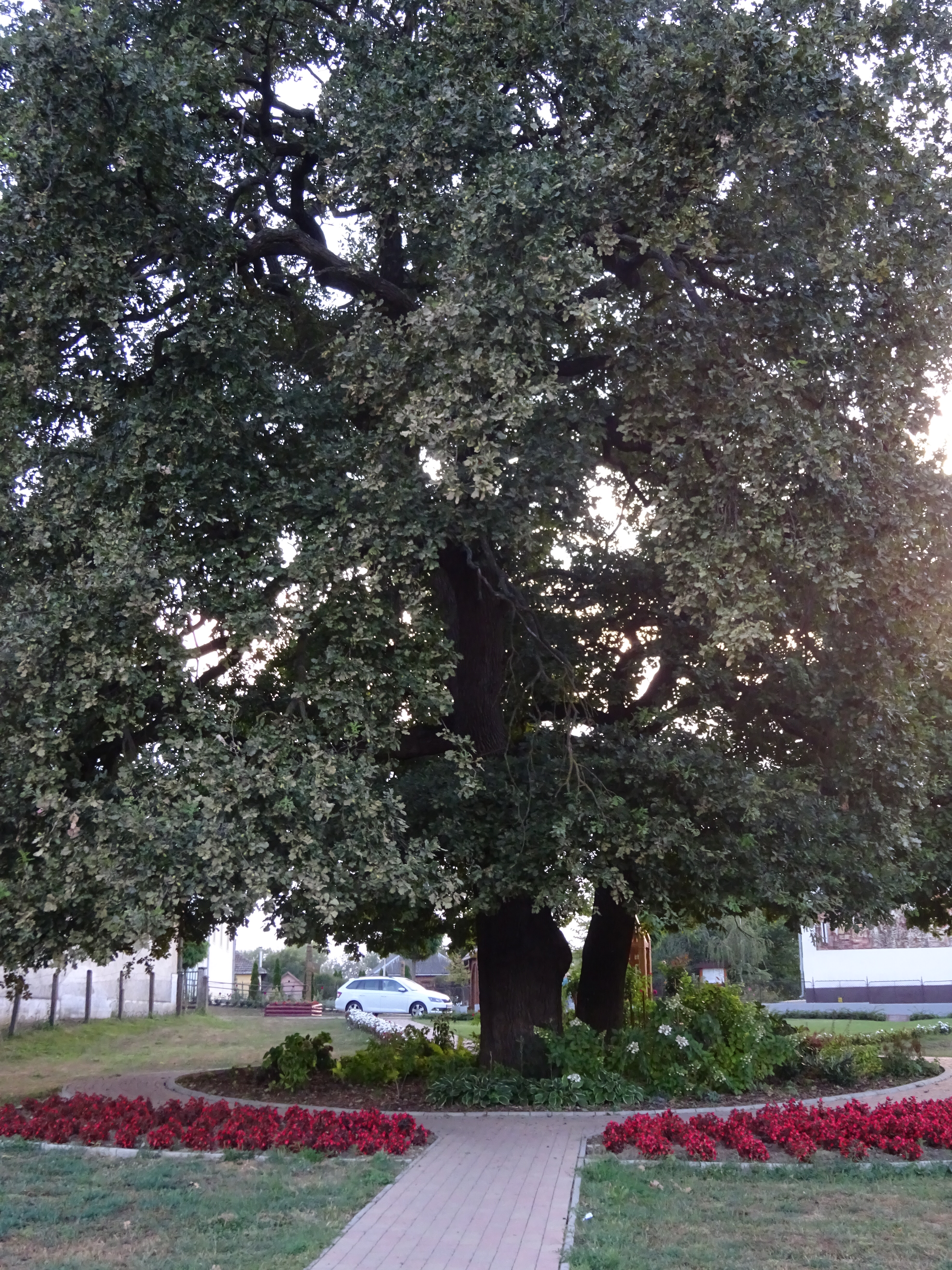
Platz mit Baum
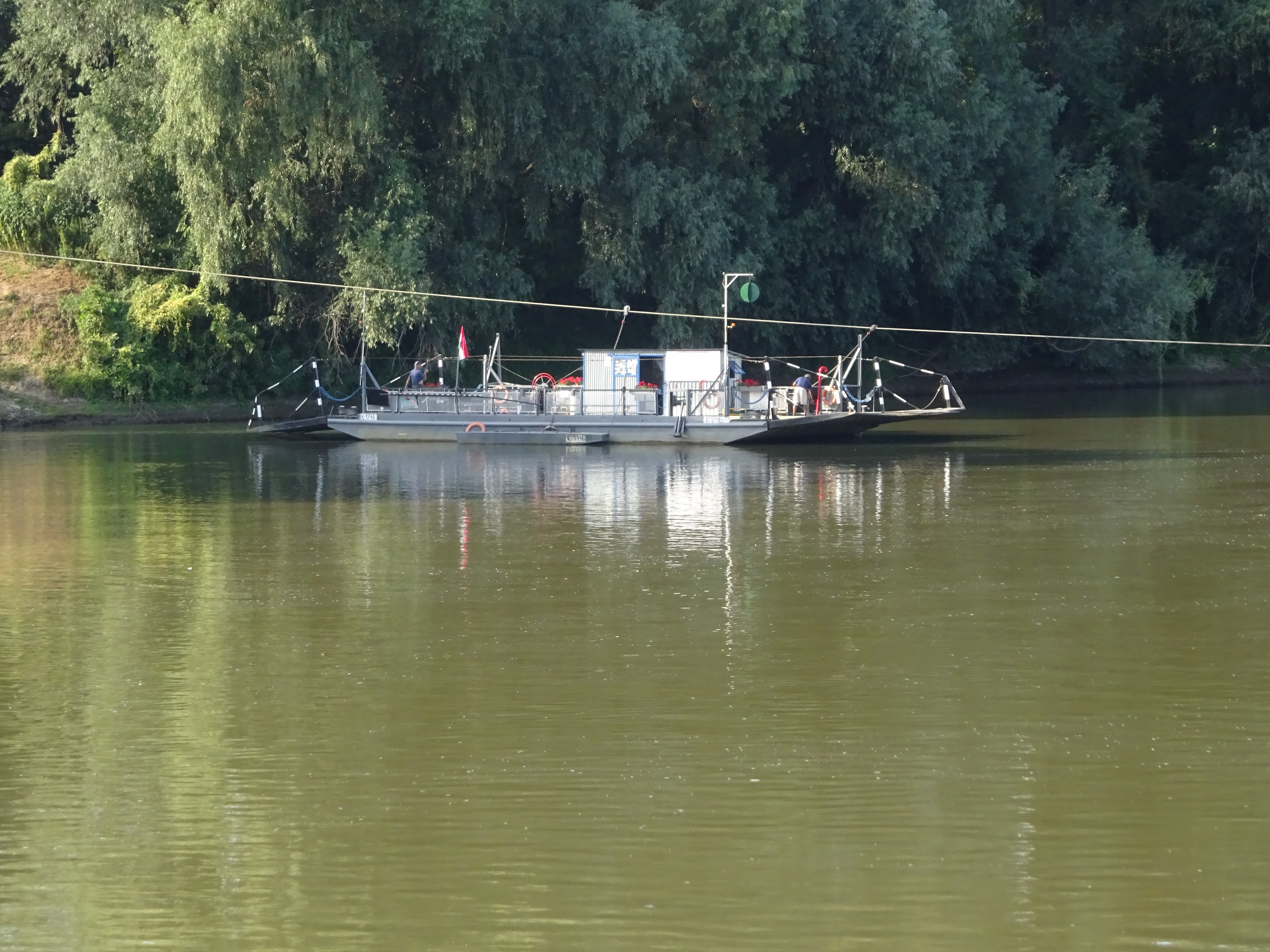
Fähre über die Theiß